# Kalaharia
Kalaharia là một chi thực vật có hoa trong họ Hoa môi (Lamiaceae).

## Loài
Chi Kalaharia gồm các loài: